# Shane Mosley
Shane Mosley (Lynwoord, 7 september 1971) is een Amerikaans voormalig bokser. Hij was wereldkampioen in drie verschillende gewichtsklassen.
Mosley maakte zijn profdebuut in 1993. In 1997 won hij zijn eerste wereldtitel, de IBF-titel in het lichtgewicht, tegen Philip Holiday. Hij bleef ongeslagen tot zijn gevecht tegen Vernon Forrest in 2002 (38-0).
Tijdens zijn carrière stond hij tegenover grote rivalen, zoals Oscar De La Hoya (die hij tweemaal versloeg), Floyd Mayweather jr. en Manny Pacquiao.